# Grand Prix Formule 1 van Groot-Brittannië 2005
De Grand Prix Formule 1 van Groot-Brittannië 2005 werd gehouden op 10 juli 2005 op Silverstone.

## Uitslag
| Positie | Nummer | Rijder               | Team                | Ronden | Tijd/Opgave | Startplaats | Punten |
| ------- | ------ | -------------------- | ------------------- | ------ | ----------- | ----------- | ------ |
| 1       | 10     | Juan Pablo Montoya   | McLaren - Mercedes  | 60     | 1:24:29.588 | 3           | 10     |
| 2       | 5      | Fernando Alonso      | Renault             | 60     | +2.739      | 1           | 8      |
| 3       | 9      | Kimi Räikkönen       | McLaren - Mercedes  | 60     | +14.436     | 12          | 6      |
| 4       | 6      | Giancarlo Fisichella | Renault             | 60     | +17.914     | 6           | 5      |
| 5       | 3      | Jenson Button        | BAR-Honda           | 60     | +40.264     | 2           | 4      |
| 6       | 1      | Michael Schumacher   | Scuderia Ferrari    | 60     | +1:15.322   | 9           | 3      |
| 7       | 2      | Rubens Barrichello   | Scuderia Ferrari    | 70     | +1:16.567   | 5           | 2      |
| 8       | 17     | Ralf Schumacher      | Toyota              | 60     | +1:19.212   | 8           | 1      |
| 9       | 16     | Jarno Trulli         | Toyota              | 60     | +1:20.851   | 4           |        |
| 10      | 12     | Felipe Massa         | Sauber - Petronas   | 59     | +1 Ronde    | 16          |        |
| 11      | 7      | Mark Webber          | Williams-BMW        | 59     | +1 Ronde    | 11          |        |
| 12      | 8      | Nick Heidfeld        | Williams-BMW        | 59     | +1 Ronde    | 14          |        |
| 13      | 14     | David Coulthard      | Red Bull - Cosworth | 59     | +1 Ronde    | 13          |        |
| 14      | 11     | Jacques Villeneuve   | Sauber - Petronas   | 59     | +1 Ronde    | 10          |        |
| 15      | 15     | Christian Klien      | Red Bull - Cosworth | 59     | +1 Ronde    | 15          |        |
| 16      | 4      | Takuma Sato          | BAR-Honda           | 58     | +2 Rondes   | 7           |        |
| 17      | 18     | Tiago Monteiro       | Jordan-Toyota       | 58     | +2 Rondes   | 20          |        |
| 18      | 21     | Christijan Albers    | Minardi - Cosworth  | 57     | +3 Rondes   | 18          |        |
| 19      | 20     | Patrick Friesacher   | Minardi - Cosworth  | 56     | +4 Rondes   | 19          |        |
| Ret     | 19     | Narain Karthikeyan   | Jordan-Toyota       | 10     | Elektrisch  | 17          |        |

## Wetenswaardigheden
- Eerste seizoensoverwinning: Juan Pablo Montoya. Het was ook zijn eerste overwinning voor McLaren.
- Laatste race: Patrick Friesacher.
- Voor de race werd een minuut stilte gehouden, ter nagedachtenis aan de slachtoffers van de terroristische aanslagen in Londen van 7 juli 2005.
- Voor de tweede race op een rij kreeg Kimi Räikkönen 10 plaatsen straf op de grid wegens een motorwissel.
- Tiago Monteiro legde geen kwalificatieronde af en kreeg ook nog 10 plaatsen straf voor een motorwissel.

## Standen na de Grand Prix

### Coureurs
| Positie | Nummer | Rijder             | Team             | Punten |
| ------- | ------ | ------------------ | ---------------- | ------ |
| 1       | 5      | Fernando Alonso    | Renault          | 77     |
| 2       | 9      | Kimi Räikkönen     | McLaren          | 51     |
| 3       | 1      | Michael Schumacher | Scuderia Ferrari | 43     |
| 4       | 2      | Rubens Barrichello | Scuderia Ferrari | 31     |
| 5       | 16     | Jarno Trulli       | Toyota           | 31     |

### Constructeurs
| Positie | Nummers | Team             | Rijders                               | Punten |
| ------- | ------- | ---------------- | ------------------------------------- | ------ |
| 1       | 5 6     | Renault          | Fernando Alonso Giancarlo Fisichella  | 102    |
| 5       | 9 10    | McLaren          | Kimi Räikkönen Juan Pablo Montoya     | 89     |
| 3       | 1 2     | Scuderia Ferrari | Michael Schumacher Rubens Barrichello | 74     |
| 4       | 16 17   | Toyota           | Jarno Trulli Ralf Schumacher          | 56     |
| 5       | 7 8     | Williams         | Mark Webber Nick Heidfeld             | 47     |

## Statistieken
| Snelste ronde | Kimi Räikkönen | McLaren - Mercedes | 1:20.502 |

## Noot
- Dit was de tiende snelste ronde voor Kimi Räikkönen.
- Vijfde Grand Prix-winst voor Juan Pablo Montoya en voor een Colombiaanse coureur.

1926 · 1927 · 1948 · 1949 · 1950 · 1951 · 1952 · 1953 · 1954 · 1955 · 1956 · 1957 · 1958 · 1959 · 1960 · 1961 · 1962 · 1963 · 1964 · 1965 · 1966 · 1967 · 1968 · 1969 · 1970 · 1971 · 1972 · 1973 · 1974 · 1975 · 1976 · 1977 · 1978 · 1979 · 1980 · 1981 · 1982 · 1983 · 1984 · 1985 · 1986 · 1987 · 1988 · 1989 · 1990 · 1991 · 1992 · 1993 · 1994 · 1995 · 1996 · 1997 · 1998 · 1999 · 2000 · 2001 · 2002 · 2003 · 2004 · 2005 · 2006 · 2007 · 2008 · 2009 · 2010 · 2011 · 2012 · 2013 · 2014 · 2015 · 2016 · 2017 · 2018 · 2019 · 2020 · 2021 · 2022 · 2023 · 2024 · 2025 · 2026 · 2027 · 2028 · 2029 · 2030 · 2031 · 2032 · 2033 · 2034